# Comté de Wellington (Victoria)
Le comté de Wellington est une zone d'administration locale dans l'est du Victoria en Australie
Il résulte de la fusion en 1994 des anciens comtés d'Alberton, Avon, Maffra et de la ville de Sale et partiellement du comté de Rosedale.
Le comté comprend les villes de Heyfield, Rosedale, Maffra, Sale, Stratford, Coongulla, Newry, Tinamba et Yarram.

## Événements
Les habitants de ce comté ont ressenti le tremblement de terre de magnitude 5,2 à 5,4 avec des répliques à 3,1, qui secoua le Victoria le 19 juin 2012,.